# Zewdie Hailemariam
Zewde Hailemariam (née le 22 septembre 1972) est une hurdleuse et une coureuse de demi-fond éthiopienne.

## Carrière
Zewde Hailemariam remporte la médaille de bronze du 400 mètres haies aux Jeux africains de 1987 et aux Championnats d'Afrique de 1989, la médaille d'argent du 800 mètres aux Championnats d'Afrique de 1989 et aux Jeux africains de 1991, la médaille de bronze du 800 mètres aux  Championnats d'Afrique de 1990 et la médaille d'or du 800 mètres aux Championnats d'Afrique de 1992. La même année, elle participe aux Jeux olympiques de Barcelone ; elle est éliminée en séries du 800 mètres.